# Cap Dutton
Le cap Dutton est un promontoire en Australie. Il est situé dans l'État d'Australie-Méridionale, sur la côte nord de l’île Kangourou, à environ 150 kilomètres au sud-ouest de la capitale de l'État, Adélaïde.
La zone autour du cap Dutton est presque inhabitée, avec moins de deux habitants par kilomètre carré.
La pluviométrie annuelle moyenne est de 751 millimètres. Le mois le plus humide est juin, avec une moyenne de 141 mm de précipitations, et le mois le plus sec est janvier, avec 19 mm de précipitations.